# Opomydas limbatus
Opomydas limbatus is een vliegensoort uit de familie Mydidae. De wetenschappelijke naam van de soort is, geplaatst in het geslacht Ectyphus, voor het eerst geldig gepubliceerd in 1886 door Williston.
De soort komt voor in Mexico en de Verenigde Staten.